# 郷愁 nostalgia
郷愁 nostalgia（きょうしゅう ノスタルジア）は、高野慎三の随筆、写真集。2005年1月に北冬書房から出版された。1960年代から1970年代にかけて撮影された中山道や甲州街道を中心とした街道風景や宿場風景のモノクロ写真にそれぞれの解説と紀行文が添えられている。

## 概要
高野が1960-70年代にかけて鈍行列車とバスを乗り継ぎ足で撮りだめた写真を中心に、宿場町や旧街道へのノスタルジックな思いが簡潔な随想となり寄せられている。写真はモノクロ写真が中心だが、これは表現的意図があったわけではなく、60年代の高野には、カラーに手が出なかったため。現在では、はや見られない茅葺屋根が軒を連ねる当時の街道の様子などが記録されており、資料としての価値も高く、各地の図書館などにも収蔵されている。
本書は、高野が漫画家のつげ義春が街道に興味を持っていることを知り、つげとの語らいのうちに、さらに街道への思いが募り結実したもの。街道の探訪は、つげとの邂逅前から始めていたもののつげとの「語らい」から始まった「共同研究」の成果であるとあとがきに記している。

## 構成

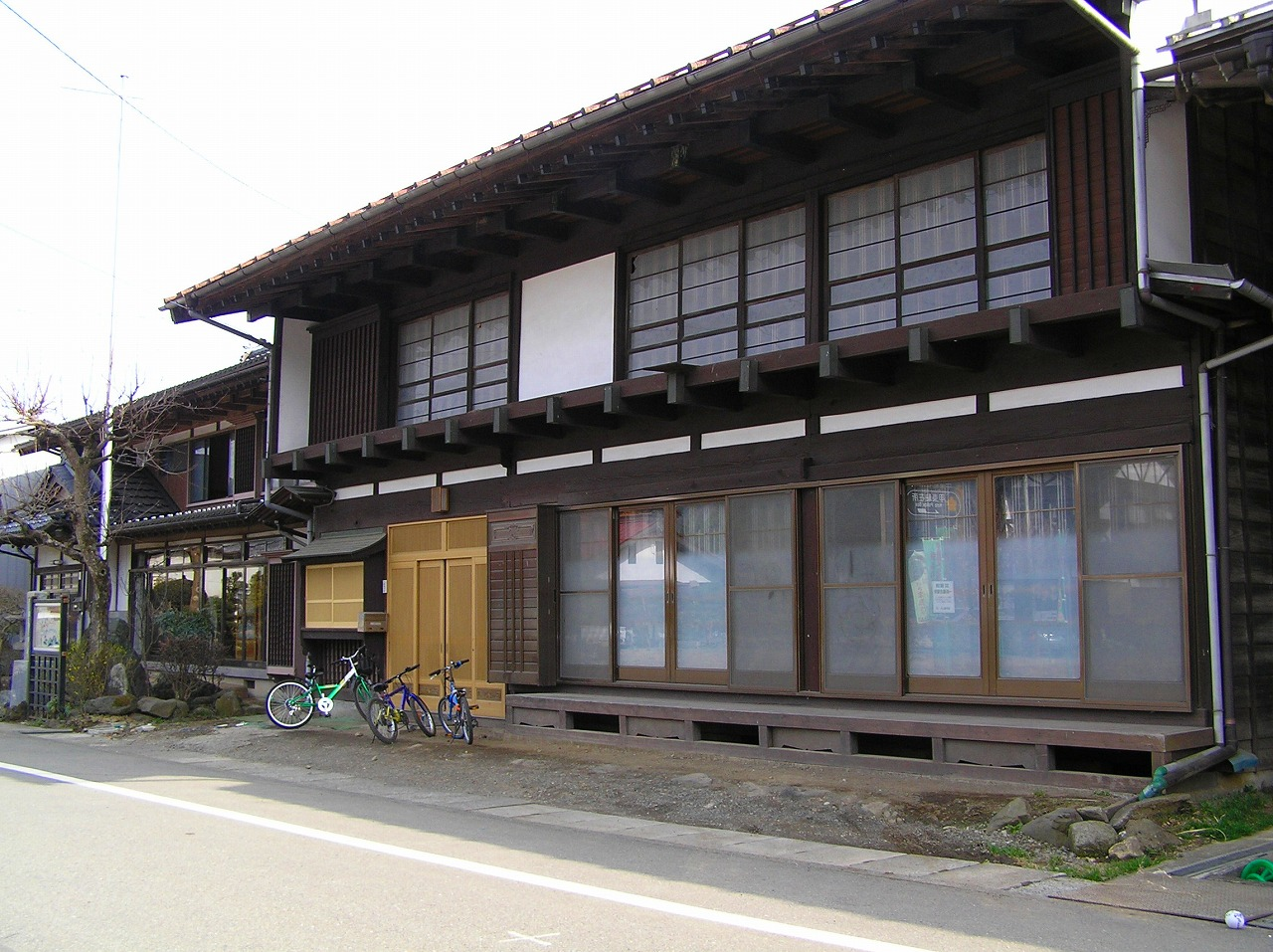
「猫町紀行」などの作品でつげ義春とも関連が深い野田尻宿

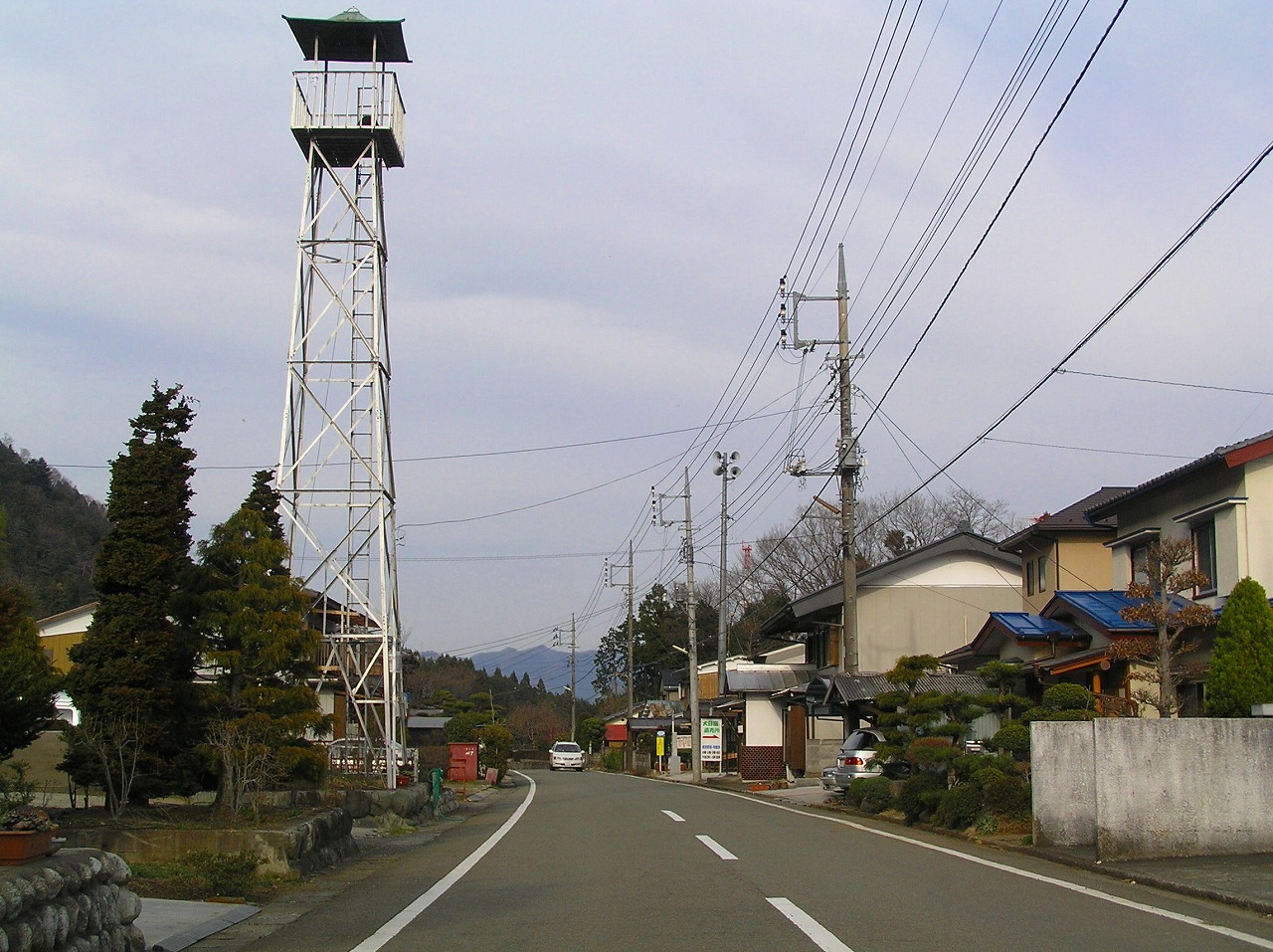
野田尻宿同様、つげとの関連が深い犬目宿

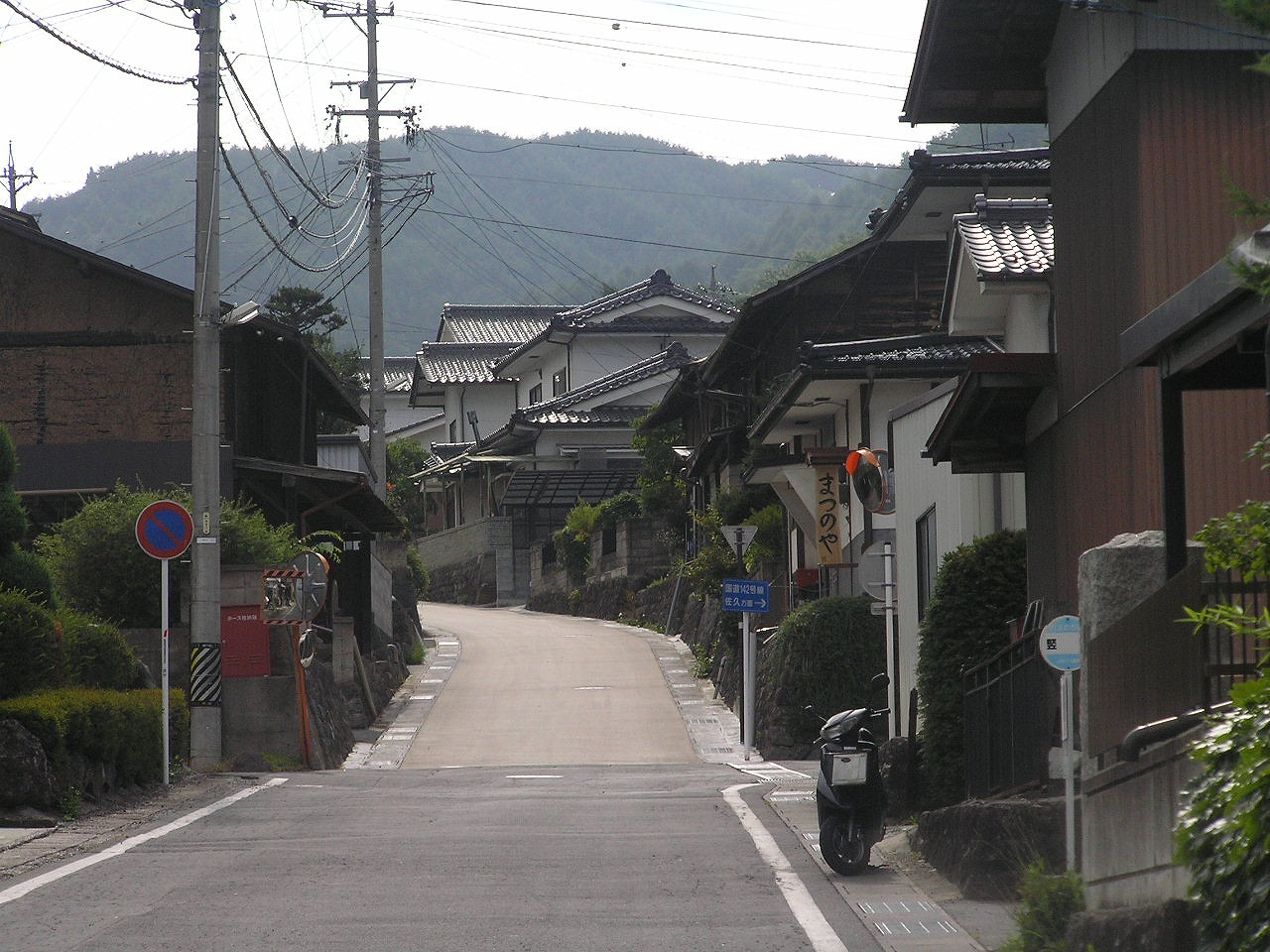
中山道六十九次のひとつ長久保宿

『郷愁 nostalgia』は、全207頁からなり、以下のような構成となっている。
- 目次

（収められた宿場町）
- - 醒井宿・番場宿（中山道）
  - 坂本宿（中山道）
  - 郷原宿（北国西街道）
  - 本山宿・奈良井宿・藪原宿・野尻宿（中山道）
  - 妻籠宿（中山道）
  - 蔦木宿・金沢宿（甲州街道）
  - 犬目宿（甲州街道）
  - 台ヶ原宿（甲州街道）
  - 追分宿・小田井宿・岩村田宿（中山道）
  - 中山宿・塚原宿・須川宿・湯宿（三国街道）
  - 白井宿（三国街道）
  - 三代宿・赤津宿・福良宿・勢至堂宿（白河街道）
  - 御堂垣外宿（杖突街道）
  - 海野宿（北国街道）
  - 下諏訪宿（中山道）
  - 大湫宿・細久手宿（中山道）
  - 望月宿・長久保宿・茂田井宿・八幡宿（中山道）
  - 岩瀬湯元（石川街道）
  - 青柳宿・会田宿（北国西街道）
  - 本洗馬宿（中山道）
  - 駒飼宿（甲州街道）
  - 木戸宿・須賀尾宿（草津街道）
  - 塩野宿（出羽街道）
- あとがき

## 出版物情報
- A5判並製・200頁
- ISBN 4-89289-119-3